# Ito Shuji
Ito Shuji (1 tháng 11 năm 1942 - ) là một giám đốc điều hành kinh doanh người Nhật Bản. Ông từng là chủ tịch của Tập đoàn Yamaha.

## Tiểu sử
Ông sinh ra ở tỉnh Shizuoka Ông tốt nghiệp Đại học Keio năm 1965 với bằng kinh tế, và vào làm cho Nippon Gakki Seizo (sau này là Yamaha) trong cùng năm. Ông được bổ nhiệm làm Giám đốc vào tháng 6 năm 1988, Giám đốc điều hành vào tháng 7 năm 1993, Giám đốc điều hành cao cấp vào tháng 6 năm 1997 và Tổng giám đốc vào tháng 4 năm 2000. Ông được bổ nhiệm làm Chủ tịch tập đoàn vào tháng 6 năm 2007.